# Плакка, Фессу
Эло́ж Меме́ Плакка́ Фессу́ (фр. Euloge Mèmè Placca Fessou; род. 31 декабря 1994, Ломе) — тоголезский футболист, нападающий казахстанского клуба «Елимай» и национальной сборной Того.

## Карьера

### «Агаза»
Свою профессиональную футбольную карьеру начал в тоголезском клубе «Агаза». Являлся одним из лучшим бомбардиров клуба, забив 19 голов в 30 матчах.

#### Аренда в «Серветт»
В конце августа 2013 года перешёл в швейцарский клуб «Серветт» на правах аренды. Дебютировал за клуб 14 сентября 2013 года в Кубке Швейцарии против «Лозанны», выйдя на замену во втором тайме. Дебютировал в Челлендж-лиге 21 сентября 2013 года в матче против «Винтертура». Дебютный гол за клуб забил 24 ноября 2013 года в матче против «Биль-Бьенна». Провёл за сезон 24 матча во всех турнирах, в которых отличился 2 забитыми голами и 1 результативной передачей, в основном выходя на поле со скамейки запасных.

### «Остервейк»
В июле 2014 года перешёл в бельгийский клуб из четвёртого дивизиона «Остервейк». Дебютировал за клуб 6 сентября 2014 года в матче против клуба «Гримберген», также забив свой дебютный гол. В своём дебютном сезоне за клуб провёл 18 матчей, в которых отличился 5 голами. Следующий сезон 2015/2016 начал с 5 забитых мячей в первых 4 матчах. Среди этих матчей в Кубке Бельгии против клуба «Белисия Билзен» оформил дубль. В чемпионате свой первый дубль забил 12 декабря 2015 года в матче против клуба «Тьенен». По итогу сезона был одним из ключевых игроков клуба, а также являлся одним из лучших бомбардиров, отличаясь забитым голом в среднем по меньшей мере в каждой третьей игре чемпионата. В 33 матчах во всех турнирах отличился 19 голами, при чём 3 раза оформив дубль.

### «Беерсхот»
В июле 2016 года перешёл в «Беерсхот» из первого бельгийского дивизиона, который является третьим дивизионом в системе бельгийский чемпионатов. Дебютировал за клуб 10 декабря 2016 года в матче против клуба «Ауденаарде», забив свой дебютный гол. В матче 4 февраля 2017 года против клуба «Хейст» записал на свой счёт еще один дубль в карьере. По итогу сезона стал чемпионом первого бельгийского дивизиона, отличившись 11 голами в 22 матчах. В бельгийской челленджер про лиге дебютировал 4 августа 2017 года в матче против «Юниона», также как и в прошлый раз забив гол в пером матче сезона. Свой первый дубль в чемпионате забил 27 октября 2017 года в матче против клуба «Руселаре». Свой первый хет-трик забил 4 мая 2019 года против клуба «Вестерло». В сезоне 2019/2020 стал чемпионом бельгийской челленджер про лиги. В бельгийской Про-Лиге дебютировал 10 августа 2020 года в матче против клуба «Остенде», выйдя на замену в концовке матча.

#### Аренда в «Льерс»
В октябре 2020 года отправился в аренду в «Льерс», в котором выступал в период с 2014 по 2016 года. Первый матч сыграл 4 октября 2020 года против клуба «Дейнзе». Первый гол забил 30 октября 2020 года против клуба «Ломмел». В 18 матчах за клуб отличился 6 голами. По окончании аренды покинул клуб.

#### Аренда в «Аль-Тадамон»
В августе 2021 года отправился в аренду в кувейтский клуб «Аль-Тадамон». По окончании аренды покинул клуб и стал свободным агентом.

### «Шахтёр» Солигорск
В июне 2022 года стал игроком солигорского «Шахтёра». Дебютировал за клуб 6 июля 2022 года в первом квалификационном матче Лиги чемпионов УЕФА против словенского клуба «Марибор». В ответном матче 13 июля 2022 года квалификационного раунда Лиги чемпионов УЕФА проиграл словенскому «Марибору» со счётом 0:2 и вылетел с турнира. Дебютировал в Высшей Лиге 18 июля 2022 года в матче против бобруйской «Белшины». Свой дебютный гол за клуб забил 15 августа 2022 года в матче против могилёвского «Днепра». По итогу сезона стал чемпионом Высшей Лиги.
В январе 2023 года футболист начал готовиться к новому сезону, отличившись забитым голом в товарищеском матче против «Барановичей». Стал обладателем Суперкубка Беларуси 25 февраля 2023 года, где  одержал победу над «Гомелем», забив единственный и победный гол. Вместе с клубом вылетел из розыгрыша Кубка Беларуси, проиграв в ответном четвертьфинальном матче 11 марта 2023 года жодинскому «Торпедо-БелАЗ». Первый матч в чемпионате сыграл 30 апреля 2023 года против «Минска», выйдя на замену на 68 минуте. По сообщениями источников в июне 2023 года футболист получил предложения от зарубежных клубов. Первый гол за клуб в сезоне забил 30 июня 2023 года в матче против «Слуцка». В матче 27 сентября 2023 года против гродненского «Немана» оформил дубль. На протяжении сезона футболист был одним из ключевых игроков, отличившись 11 забитыми голами и 6 результативными передачами во всех турнирах. По информации источников в декабре 2023 года футболист покинул клуб по окончании срока действия контракта.

### «Чоннам Дрэгонз»
В декабре 2023 года футболистом интересовалось батумское «Динамо». В феврале 2024 года футболист перешёл в южнокорейский клуб «Чоннам Дрэгонз».

## Международная карьера
Выступал в молодёжной сборной Того до 20 лет, за которую провёл 4 матча, в которых отличился 2 забитыми голами.
В 2012 году был вызван в национальную сборную Того. Дебютировал за сборную 14 ноября 2012 года в товарищеском матче против Марокко. Принимал участие в Кубке африканских наций 2013 года.

## Достижения
«Беерсхот»
- Победитель Первого бельгийского дивизиона: 2016/2017
- Победитель Челленджер Лиги: 2019/2020

«Шахтёр» Солигорск
- Чемпион Беларуси: 2022[a]
- Обладатель Суперкубка Беларуси: 2023